# الثورة الفرنسية
الثورة الفرنسية (بالفرنسية: Révolution française) هي فترة مؤثرة من الاضطرابات الاجتماعية والسياسية في فرنسا عرفت عدة مراحل استمرت من 1789 حتى 1799، وكانت لها تأثيرات عميقة على أوروبا والعالم الغربي عموما، انتهت بسيطرة البورجوازية خلال التحالف مع نابليون وانتهت بتصدير الأزمة من خلال الاستعمار بالتوسع اللاحق للإمبراطورية الفرنسية، انتهت بسيطرة البورجوازية التي كانت متحالفة مع طبقة العمال مع إحقاق مجموعة من الحقوق والحريات للطبقة العاملة والمتوسطة للشعب الفرنسي. أسقطت الملكية وأسست الجمهورية وشهدت فترات عنيفة من الاضطراب السياسي، وتوجت أخيرا في دكتاتورية نابليون الذي جاء سريعا بكثير من مبادئها إلى أوروبا الغربية وخارجها. استوحت الثورة الفرنسية أفكارا ليبرالية وراديكالية، غيرت بشكل عميق مسار التاريخ الحديث، وأطلقت الانحدار العالمي للملكيات المطلقة واستبدالها بالجمهوريات. أطلقت الثورة من خلال حروب الثورة الفرنسية صراعات عالمية مسلحة امتدت من البحر الكاريبي إلى الشرق الأوسط. المؤرخين على نطاق واسع يعتبرون الثورة الفرنسية واحدة من أهم الأحداث في تاريخ البشرية.
أسباب الثورة الفرنسية معقدة ومازالت محل جدل بين المؤرخين، بعد حرب السنوات السبع وحرب الاستقلال الأمريكية، كانت الحكومة الفرنسية غارقة في الديون وحاولت استعادة وضعها المالي من خلال خطط ضرائب لم تحظى بشعبية بين العامة، أيضاً سنوات من القحط سبقت الثورة أثارت استياء شعبي على الامتيازات التي يتمتع بها رجال الدين والطبقة الأرستقراطية. صيغت مطالب التغيير من خلال أفكار تنويرية وساهمت في انعقاد مؤتمر الجمعية العامة في مايو 1789 السنة الأولى من الثورة رأت سيطرة الجمعية العامة واقتحام سجن الباستيل في يوليو وإمرار إعلان حقوق الإنسان والمواطن في أغسطس ومسيرة النساء إلى قصر فرساي التي أجبرت البلاط الملكي على الرجوع إلى باريس في أكتوبر. أهم حدث في المرحلة الأولى من الثورة حصل في أغسطس 1789 حيث ألغي نظام الإقطاع والقواعد والامتيازات القديمة التي خلفها حكم أترافي. خلال السنوات القليلة التالية ظهرت صراعات سياسية بين مختلف التجمعات الليبرالية وأنصار الجناح اليميني الموالي للنظام الملكي الذين حاولوا إحباط إصلاحات رئيسية. تم الإعلان عن قيام الجمهورية في سبتمبر 1792 بعد الانتصار الفرنسي في معركة فالمي. في حدث تاريخي أدى إلى إدانة دولية له، تم إعدام لويس السادس عشر في يناير 1793.
التهديدات الخارجية لفرنسا رسمت مسار الثورة، فالحروب الثورية التي بدأت في 1792 أدت إلى انتصارات فرنسية سهلت غزو شبه الجزيرة الإيطالية والبلدان المنخفضة ومعظم المناطق غرب الراين، هذه الإنجازات استعصت على الحكومات الفرنسية السابقة لعدة قرون. على الصعيد الداخلي، أدى التحريض الشعبي إلى جعل الثورة متطرفة بشكل كبير وبلغت ذروتها في صعود ماكسمليان روبسبير واليعاقبة.
الديكتاتورية التي فرضتها لجنة السلامة العامة خلال عهد الإرهاب، من 1793 إلى 1794، أدت إلى فرض ضوابط على أسعار المواد الغذائية والسلع الأخرى، وإلغاء العبودية في المستعمرات الفرنسية في الخارج، وتحويل المجتمع عن المسيحية من خلال إنشاء تقويم جديد وطرد الشخصيات الدينية وتأمين حدود الجمهورية الجديدة من الأعداء. أعدم عدد كبير من المدنيين من قبل محاكم ثورية خلال عهد الإرهاب، وتتراوح التقديرات بين 16000 إلى 40000. بعد رد فعل ثرميدورين، تولى مجلس تنفيذي معروف باسم المديرين السيطرة على الدولة الفرنسية في 1795. اتسم حكم المديرين بإيقاف الانتخابات ونبذ الديون وعدم الاستقرار المالي واضطهاد رجال الدين الكاثوليك وفتوحات عسكرية كبيرة في الخارج. لاحق حكم المديرين اتهامات بالفساد وتم الإطاحة به في انقلاب قادهُ نابليون بونابارت في 1799. نابليون، والذي أصبح بطل الثورة الفرنسية بسبب حملاته العسكرية الشهيرة، أسس حكومة القناصل ولاحقاً، الإمبراطورية الفرنسية الأولى، الأمر الذي مهدَ الطريق لمجموعة أوسع من الصراعات العالمية في الحروب النابليونية.
بزغ العصر الحديث في ظل الثورة الفرنسية. تقريباً كل الحركات الثورية في المستقبل نظرت إلى الثورة الفرنسية كسلف لها. عبارتها المركزية ورموزها الثقافية، مثل لامارسييز وحرية، مساواة، إخاء، أصبحت شعارات مركزية للاضطرابات الرئيسية الأخرى في التاريخ الحديث، من ضمنها الثورة الروسية بعد أكثر من قرن لاحق. قيم ومؤسسات الثورة لا تزال تهيمن على السياسة الفرنسية إلى هذا اليوم. المؤرخ الفرنسي فرانسوا ألارد قالَ:
تألفت الثورة لقمع ما يعرف بالنظام الإقطاعي وتحرير الفرد وتوزيع عادل لملكية الأرض وإلغاء امتيازات النبلاء وإنشاء المساواة وتبسيط الحياة... تختلف الثورة الفرنسية عن الثورات الأخرى في كونها ليست فرنسية فقط، بل تهدف إلى إفادة البشرية جمعاء."
على الصعيد العالمي، ساهمت الثورة في الإسراع بصعود الجمهوريات والديمقراطيات. وأصبحت نقطة محورية لتطوير كل الإيديولوجيات السياسية الحديثة، وأدت إلى انتشار الليبرالية والراديكالية والقومية والاشتراكية ونصرة المرأة والعلمانية من ضمن مفاهيم أخرى عديدة. شهدت الثورة أيضا ولادة الحرب الشاملة من خلال تنظيم موارد فرنسا وحياة مواطنيها نحو هدف الغزو العسكري. بعض وثائقها المركزية، مثل إعلان حقوق الإنسان، وسعَ مجال حقوق الإنسان ليشمل المرأة والعبيد، مما أدى حركات التحرير من العبودية والاقتراع العام في القرن التالي.

## الأسباب

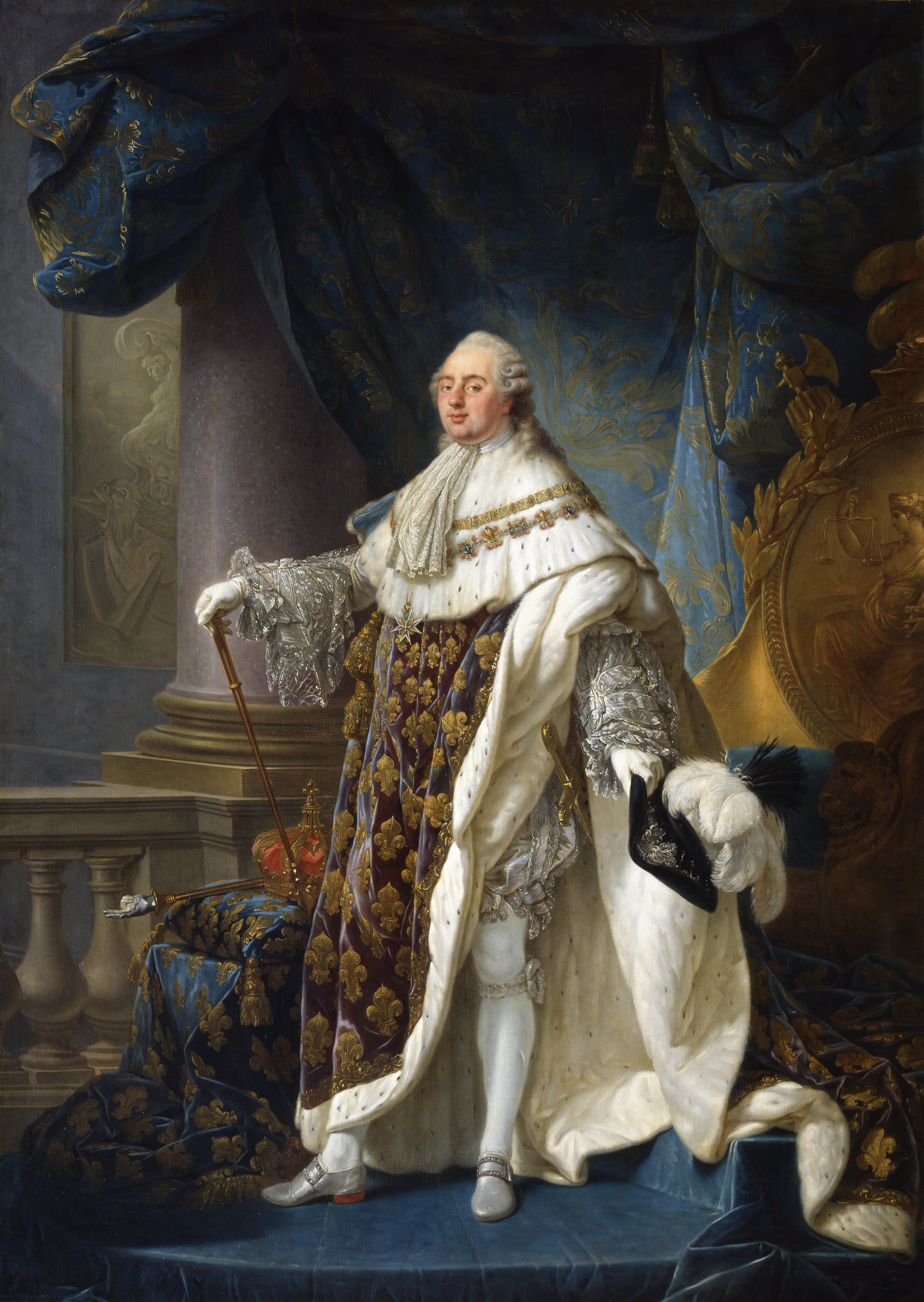
بالثياب الملكية الرسمية، لويس السادس عشر، ملك فرنسا والنافار.

غالبية المؤرخين، يكادوا أن يجمعوا، على اعتبار تركيبة النظام الملكي الفرنسي نفسها أحد أبرز أسباب الثورة، الأسباب الأخرى بشكل أساسي هي اقتصادية، إذ كان الجوع وسوء التغذية منتشرًا بين الفئات الفقيرة في فرنسا مع ارتفاع أسعار المواد الأساسية كالخبز وأسعار المحاصيل، بنتيجة الكوارث الطبيعية والعوامل الجويّة إلى جانب نظام وسائل النقل غير الكافية التي كانت تعيق نقل القمح من المناطق الريفية إلى المراكز السكانية الكبيرة، إلى حد زعزع لدرجة كبيرة استقرار المجتمع الفرنسي في السنوات التي سبقت الثورة. ومن القضايا الاقتصادية الأخرى كان إفلاس الدولة بسبب التكلفة الكبيرة للحروب السابقة، لاسيّما بعد مشاركتها في حرب الاستقلال الأمريكية، التي كان من نتيجتها ارتفاع الدين العام الذي تراوح بين 1000-2000 مليون فضلاً عن الأعباء الاجتماعية المتولدة من الحرب؛ وفقدان فرنسا عدداً من ممتلكاتها الاستعمارية في أمريكا الشمالية وتزايد هيمنة بريطانيا التجارية. كما أن النظام المالي الفرنسي قد وصف بالبالي وغير الفعال وغير القادر على إدارة الديون الوطنية وتسديد أقساط القروض التي كفلتها الحكومة. أمام هذه النوائب الاقتصادية كان ينظر إلى الديوان الملكي في فرساي أنه منعزل وغير مبال بالطبقات الدنيا من الشعب، تحت قيادة الملك لويس السادس عشر ذي الصلاحيات المطلقة، وقيل عنه في كثير من الأحيان أنه غير حاسم بمواقفه ومعروف بتراجعه عن قراراته في حال واجه معارضة قوية، إلى جانب أنه لم يخفض النفقات الحكومية واستطاع البرلمان إحباط محاولات كثيرة لسنّ قوانين إصلاحية لازمة. بكل الأحوال، فإنه منذ ما قبل الثورة كان معارضو حكم لويس السادس عشر يوزعون مناشير سريّة حملت في كثير من الأحيان معلومات مبالغ فيها، تُنتقد من خلالها الحكومة وإدارته لها، وقد ساهمت هذه المناشير في إثارة الرأي العام ضد النظام الملكي.
هناك العديد من العوامل الأخرى، يمكن النظر إليها أنها سبب في اندلاع الثورة، كالرغبة في القضاء على الحكم المطلق، والاستياء من الامتيازات الممنوحة للإقطاع وطبقة النبلاء، والاستياء من تأثير الكنيسة على السياسة العامة والمؤسسات، والتطلع نحو الحرية الدينية والتخلص من الأرستقراطية الدينية، وتحقيق المساواة الاجتماعية والسياسية والاقتصادية سيّما مع تقدم الثورة للمطالبة بنظام جمهوري. أيضاً فإن الملكة ماري أنطوانيت يعتبرها البعض من أسباب الثورة، إذ نظر إليها الفرنسيون واتهموها - زوراً في أغلب الأحيان - بأنها جاسوسة النمسا ومبذرة وسبب اغتيال وزير المالية الذي كان محبوباً من قبل الشعب.

## قبل الثورة

### الأزمة المالية

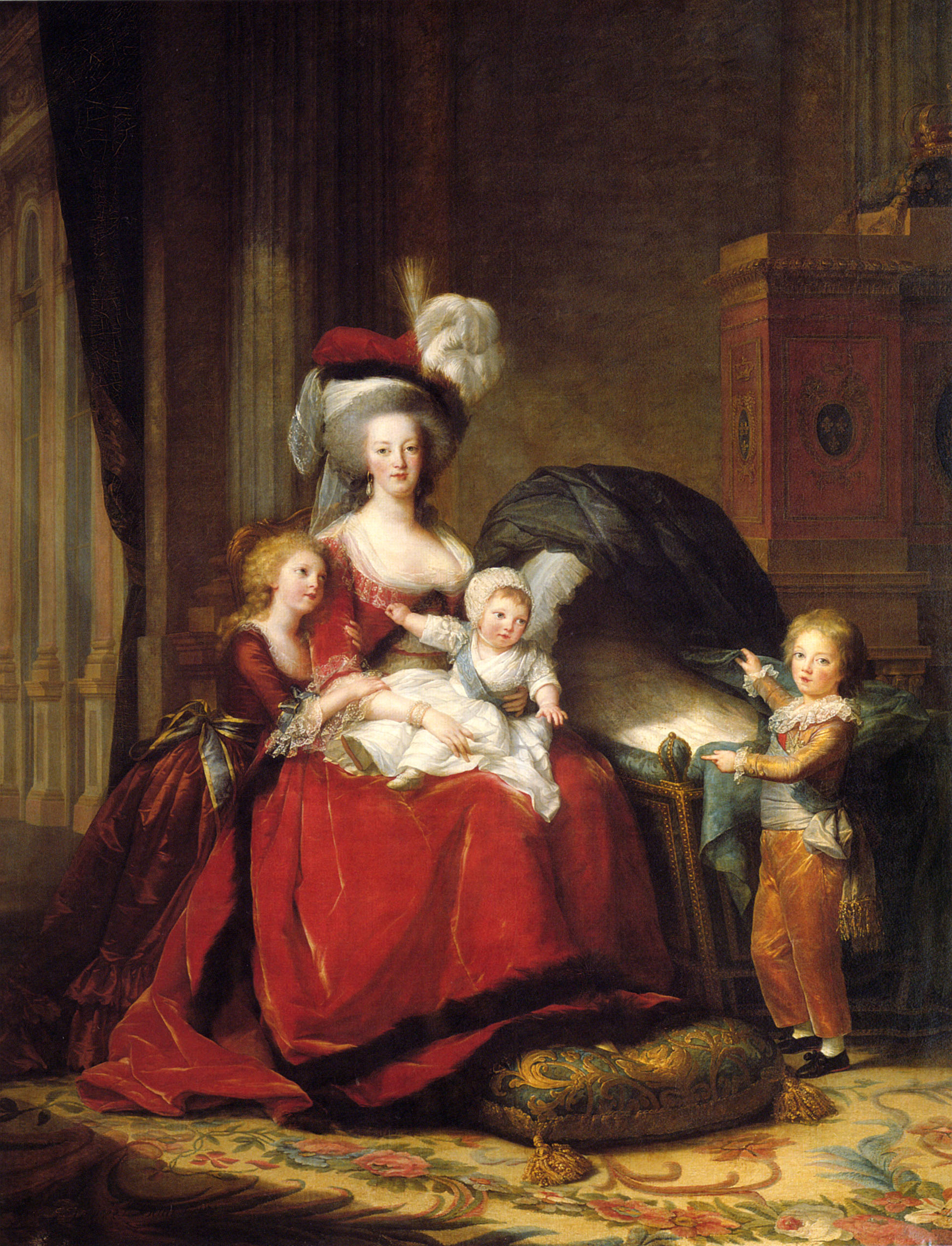
العائلة الملكية الفرنسية: الملكة ماري أنطوانيت وأولادها الثلاثة.

ارتقى لويس السادس عشر العرش في وسط أزمة مالية؛ كانت الدولة تقترب من الإفلاس والنفقات فاقت الدخل. السبب الرئيس للأزمة المالية، هو حرب السنوات السبع، ومشاركة البلاد في حرب الاستقلال الأمريكية. في مايو 1776 استقال وزير المالية بعد فشله في تطبيق إصلاحات؛ وعين إثر ذلك غير الفرنسي جاك نيكر، مراقباً للمالية العامة من قبل الدائنين؛ ولم يحز لقب وزير لكونه بروتستانتياً. أدرك نيكر أن النظام الضريبي الفرنسي يعرض الطبقات الأكثر فقراً لعبء ثقيل، بينما طبقة النبلاء وطبقة رجال الدين معفاة من الضرائب. عارض نيكر زيادة الضرائب على عامة الشعب، واقترح فرض ضريبة على رجال الدين لاسيّما على العقارات التي يديرونها سواءً كانت كنائس أم أديرة أم غيرها من مؤسسات العمل الاجتماعي؛ والإنقاص من الامتيازات المالية للكنيسة الكاثوليكية التي كانت فرنسا تدعى «ابنتها البكر»، وهو ما كان برأيه كافياً لحل مشاكل البلاد المالية، إذ يقلل من العجز بقيمة 36 مليون ليفر. كما اقترح نيكر أيضاً وضع مزيد من القيود القانونية على الإنفاق العام في الجمعية الوطنية.
لم يقبل وزراء الملك اقتراح نيكر، فأقيل وعين تشارلز ألكسندر دي كالني مكانه، فاقترح قانون ضرائب جديد. جاء مشروع قانون الضرائب الجديد شاملاً ضرائب على الأراضي والعقارات بما فيها تلك المملوكة لطبقتي النبلاء ورجال الدين؛ غير أن معارضة شديدة واجهت الاقتراح في الجمعية الوطنية، ورغم المحاولات في إقناع الأعضاء إلا أن الجمعية فشلت في تأييد مقترحات الوزير، والتي كان يدعمها الملك. ردّ الملك على رفض اقتراح القانون بدعوة الناخبين الفرنسيين لانتخاب جمعية وطنية جديدة، وكانت تلك المرة الأولى التي تجري فيها انتخابات في البلاد منذ 1614؛ بينما كان الملك يعيّن جميع أعضاء الجمعية طوال الفترة السابقة.

### انتخاب الجمعية الوطنية

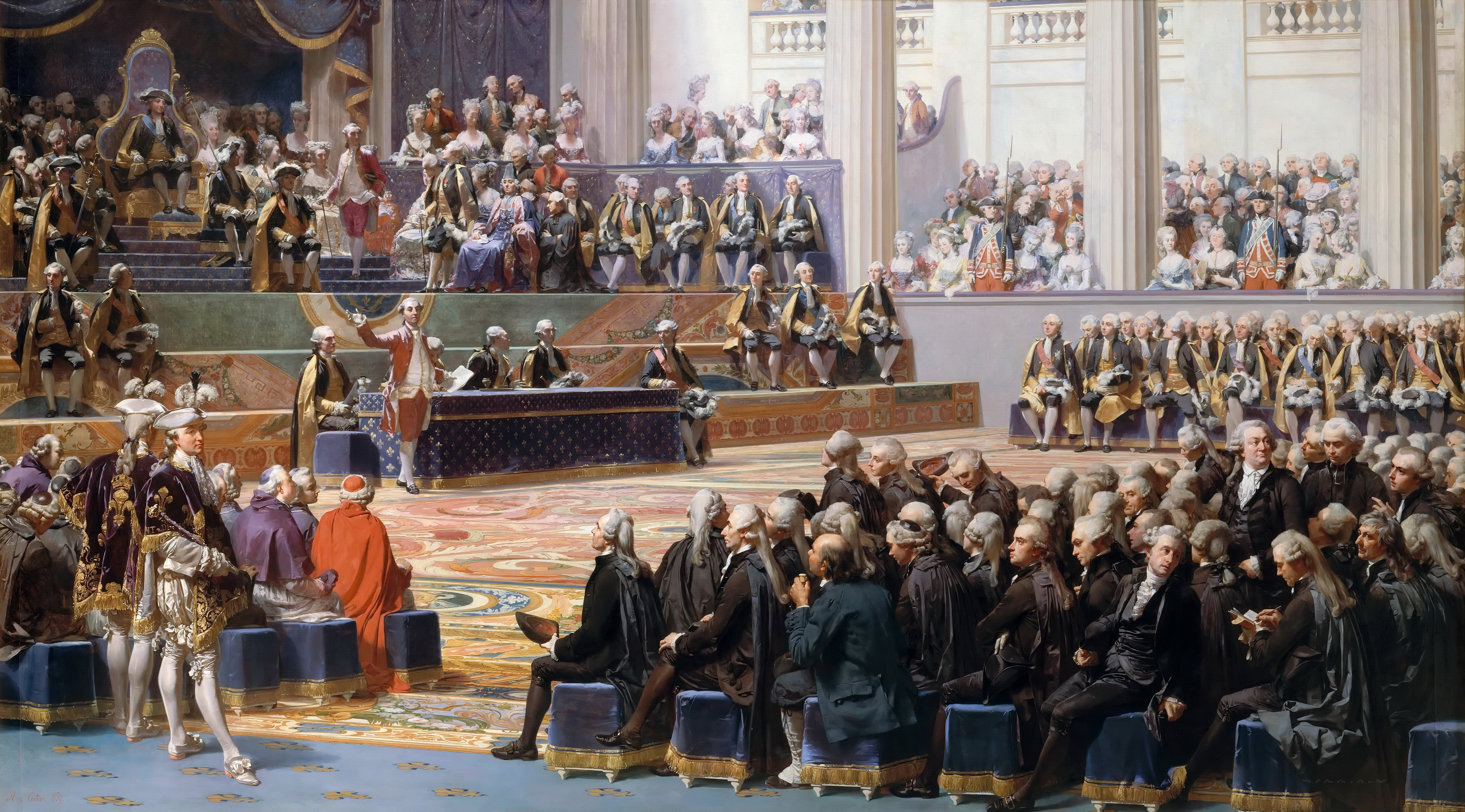
جلسة افتتاح الجمعية الوطنية في فرساي عام 1789.

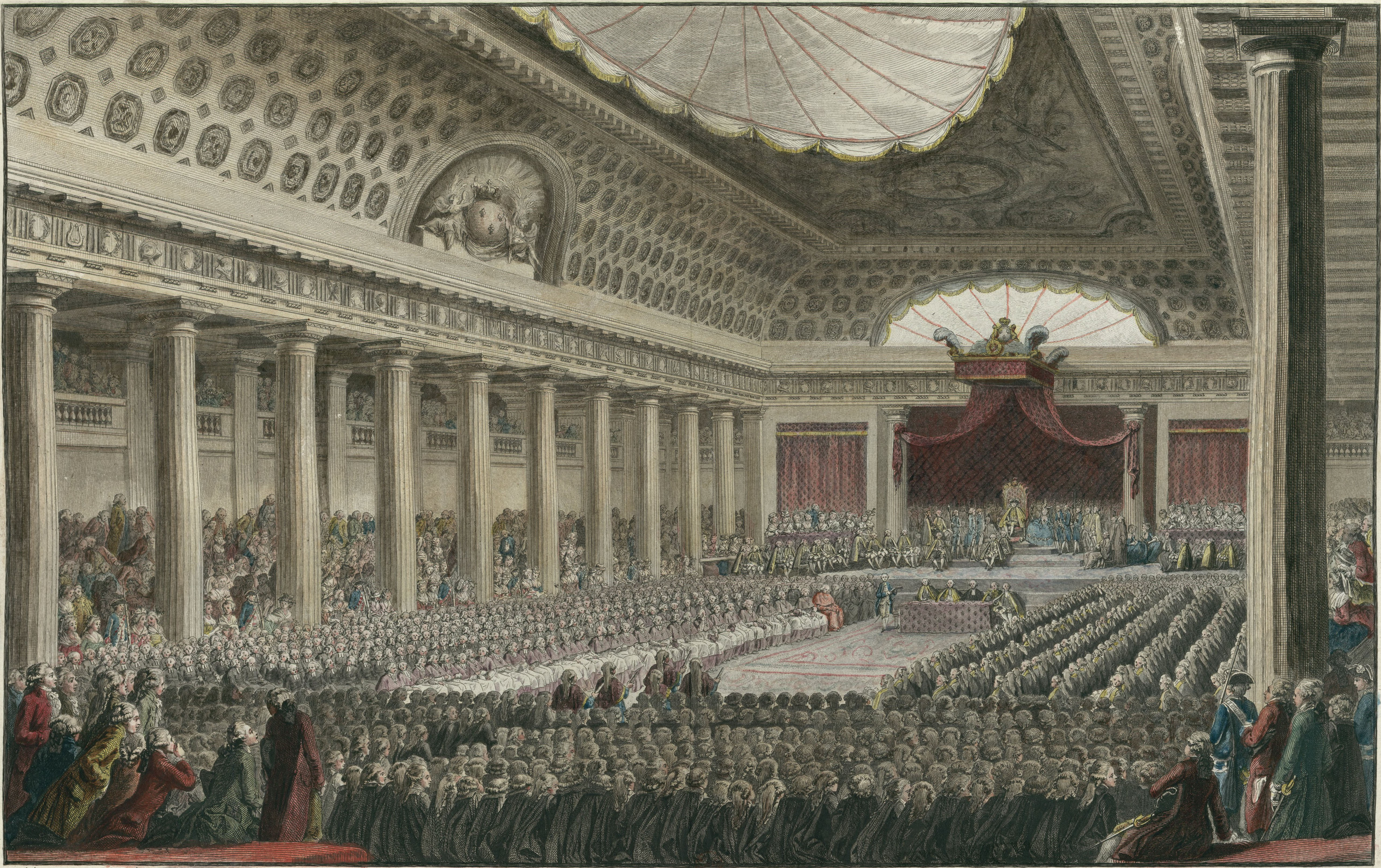
قاعة الجمعية الوطنية الفرنسية لعام 1789، والتي كانت المحرك الرئيسي للثورة.

كانت الجمعية الوطنية تمثل السلطة التنفيذية في فرنسا، وتقسم إلى ثلاث فئات، حسب طبقات المجتمع: طبقة رجال الدين، وطبقة النبلاء، وطبقة عموم الشعب. نظام التصويت داخل الجمعية يلحظ أنه في حال اعترضت مجموعتين من المجموعات الثلاث على قانون ما، يعتبر لاغيًا. قبيل الانتخابات، طالب الكثير من الفرنسيين تعديل النظام الداخلي للجمعية؛ كما تمت المطالبة بمضاعفة أعداد ممثلي الطبقة الثالثة. غير أن الطبقات الأكثر ثراءً، اعترضت على أي تعديل في نظام التصويت، فحسب رأيها يجب أن يلحظ موقع خاص «لمن لديهم سيادة»؛ رغم هذه المعارضة مرر الملك اقتراح تعديل نظام التصويت في 27 ديسمبر، وترك قضية مضاعفة عدد ممثلي الطبقة الثالثة للأمين العام للجمعية.
أجريت انتخابات الجمعية الوطنية في ربيع 1789، وفق نظام الانتخاب الذي يحصر حق التصويت للفرنسيين الذكور والذين تجاوزوا الخامسة والعشرين من العمر، مع شرطي الإقامة في فرنسا ودفع الضرائب على الأملاك - أي لا يمنح حق التصويت لمن لا أملاك له -. كانت نسبة الإقبال قوية، وبلغ عدد المنتخبين في الجمعية 1201 عضو، 291 من النبلاء، 300 من رجال الدين، و610 من أعضاء الطبقة الثالثة. تم تجميع كافة مشاكل فرنسا المالية، ووضعها في جدول أعمال لتقوم الجمعية بمناقشتها، كما وضعت مقترحات جديدة مثل استحداث منصب لجباية الضرائب العامة، وتنوير المدن الفرنسية. تزامنًا عرفت الصحافة الفرنسية مرحلة من الازدهار والحرية بعد رفع الرقابة الحكومية المسبقة عن الصحافة، وهو ما ساهم في صدور مقالات وتقارير عن الوضع الاجتماعي والمطالبة بالعدالة، مثل كتيب «ما هي الطبقة الثالثة؟» الذي نشر في يناير 1789، من تأليف الكاهن الكاثوليكي إيمانويل سييس، وجاء مختصر جوابه: «الطبقة الثالثة هي كل شيء لم يتم تمثيله في النظام السياسي القائم، أتريد أن تكون شيئًا؟». عقدت الجمعية اجتماعها الأول في قصر ساليس سابقًا في فرساي يوم 5 مايو 1789، وافتتحت بكلمة دامت ثلاث ساعات من قبل نيكر.

### الجمعية الوطنية لعام 1789
في 10 يونيو 1789 أعلن إيمانويل سييس، أحد ممثلي الكنيسة في الجمعية انضمامه إلى الطبقة الثالثة، وطالب بتحقيق رغباتها. وفي 17 يونيو، كان التصويت على ما اتفقت عليه الجمعية متجاوزة مطالب الطبقة الثالثة، غير أن ممثليها قد أعلنوا أنفسهم «البرلمان الفرنسي»، وأن «الجمعية ليست من الصفوة بل من الشعب»، ودعوا آخرين للانضمام إليهم، وصرحوا بأنهم سيقومون بإدارة شؤون البلاد مع الآخرين أو بدونهم. في محاولة لتطويق الموقف، أمر لويس السادس عشر بإغلاق المنطقة حيث تجتمع الجمعية، بحجة الإصلاحات الضرورية قبل إلقاء الخطاب الملكي بعد يومين، غير أن الجمعية انتقلت لعقد اجتماعاتها في ملعب تنس قريب من القصر؛ وهناك أقسموا الولاء في 20 يونيو 1789، متفقين على عدم التراجع حتى منح فرنسا دستور. انضم لمندوبي الطبقة الثالثة الغالبية العظمى من ممثلي طبقة رجال الدين، كما فعل 47 عضوًا من طبقة النبلاء؛ وفي 27 يونيو بدأ الجيش الفرنسي يصل بأعداد كبيرة لنواحي باريس وفرساي؛ في حين تدفقت رسائل دعم للجمعية من باريس ومن المدن الفرنسية الأخرى.

## 91)

### اقتحام الباستيل

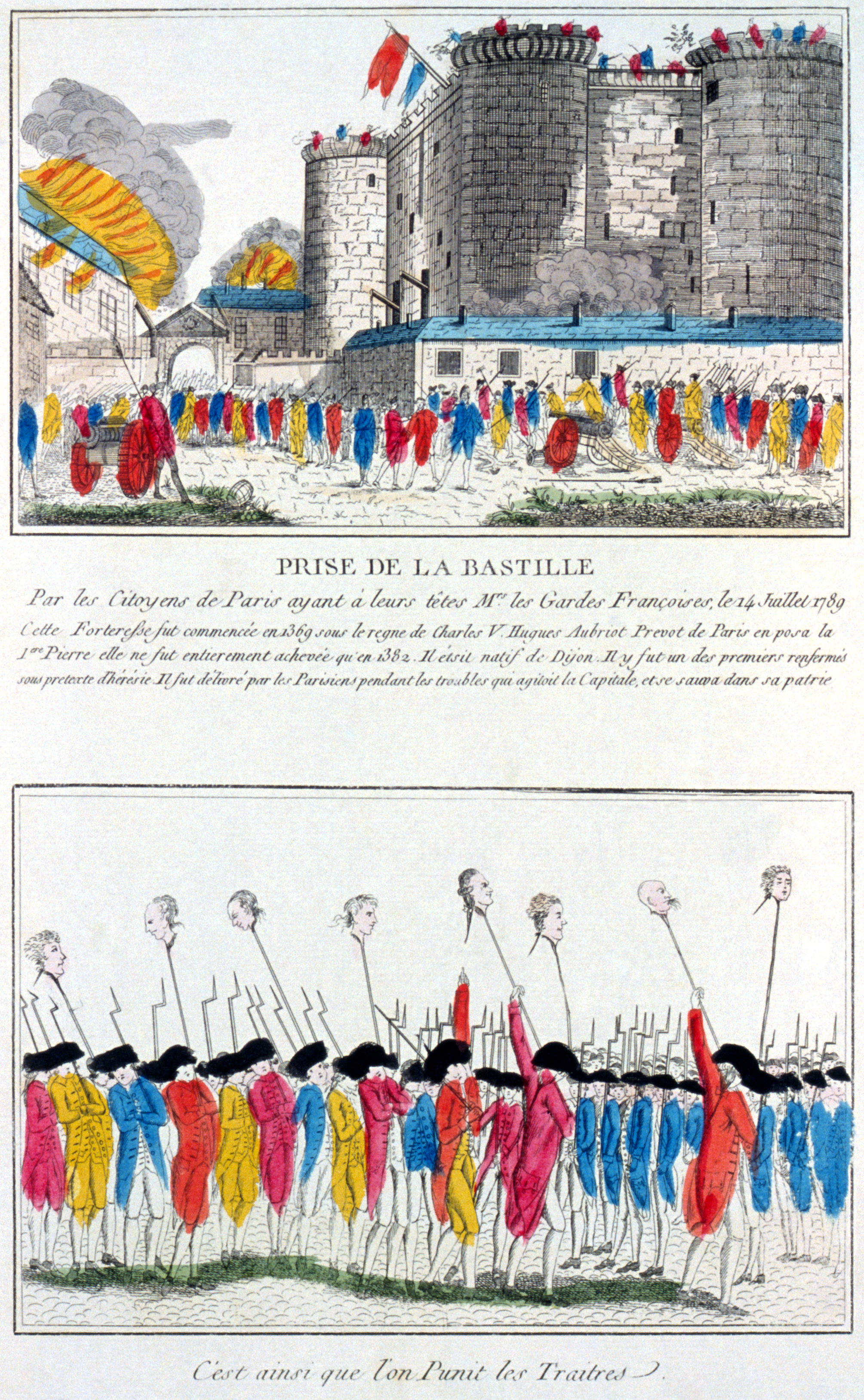
رسوم فرنسية من عام الثورة، تظهر حدث اقتحام الباستيل.

تزامناً مع التطورات في الجمعية الوطنية، نشر نيكر بيانات غير دقيقة حول ديون الحكومة، رافعاً عنها صفة السريّة وجاعلاً إياها متاحة للشعب. كانت ماري أنطوانيت تسعى مع الشقيق الأصغر للملك الكونت دي أرتواز، على خلع نيكر من منصبه بناءً على اقتراح مجلس مستشاريها. غير أن الملك، وخلافاً لرغبة الملكة، منح نيكر صلاحية إعادة هيكلة وزارة المالية الفرنسية كلها، إثر نشره بيانات الدين العام. ما قام به الملك، يفسّر بخوفه من انتفاضة الباريسيين في اليوم التالي لاطلاعهم على تلك البيانات. وبكل الأحوال فإن حشد الجيش من المناطق إلى باريس، وإغلاق الجمعية الوطنية، والبيانات المالية، فضلاً عن كون بعض الجند الذين تمّ استقدامهم للعاصمة من المرتزقة الأجانب العاملين في الجيش الفرنسي، هذه الأسباب مجتمعة أدت إلى انتشار الغوغاء، والفوضى، وعمليات سلب ونهب، والشغب في باريس؛ وكان بعض مرتكبيها من جند الجيش ذاته.
وهو ما دعم بانتشار إشاعات بأن لويس السادس عشر سيحل الجمعية، ولذلك قررت مجموعة من الباريسيين المنتفضين في المدينة يوم 14 يوليو السيطرة على مخازن السلاح والذخيرة الموجودة داخل قلعة الباستيل، والتي كان ينظر إليها كرمز للسلطة الملكية في البلاد. وبعد عدة ساعات من القتال، سقط السجن في بعد ظهر ذلك اليوم بأيدي المنتفضين. وعلى الرغم من طلب وقف إطلاق النار من قبل الحكومة، إلا أن مجزرة قد وقعت بشكل متبادل بين كلا الطرفين خلال عملية الاقتحام، أيضاً فإن محافظ السجن ماركيز دي برنارد قُتل، وقطع رأسه ووضع على رمح، وسار المتظاهرون به في شوارع المدينة. لم يكن سجن الباستيل يحوي سوى سبعة سجناء فقط، أربعة مزورين، واثنين من النبلاء قيد التوقيف لضبطهما في سلوك غير أخلاقي، وأحد المتهمين بجريمة قتل، غير أنّ الباستيل كان رمزاً قوياً لكل شيء مكروه في النظام القديم. بعد العودة من الباستيل، اتجه المتظاهرون نحو فندق دي فيل، في مركز المدينة، وقاموا فيه بذبح رئيس البلدية جاك دي فليسيه غدراً. أعربت الحكومة عن قلقها إزاء أعمال العنف في باريس، واستدعي الحرس الوطني إليها؛ وقام سيلفان بايلي رئيس الجمعية الوطنية، بزيارة الملك في 17 يوليو في محاولة لتهدئة الموقف. غير أن السلطة فشلت في ذلك، مع انتشار أعمال العنف العشوائية، والسرقة، وامتدادها من باريس لمختلف أنحاء البلاد، في حين قام الكثير من طبقة النبلاء خوفاً على سلامتهم، بالانتقال إلى البلدان المجاورة؛ وكثيرون منهم، موّلوا ما عرف لاحقاً بالثورة المضادة.
في أواخر يوليو، كانت روح سيادة الشعب قد انتشرت وترسخت في جميع أنحاء فرنسا؛ وفي مختلف المناطق الفرنسية بدأ العديد من الفلاحين تشكيل ميليشيات غير نظامية وتسليح أنفسهم ضد الغوغاء، وقطاع الطرق، وهاجموا قصور النبلاء كجزء من التمرد الزراعي العام على الإقطاع؛ يضاف إلى ذلك، انتشار الشائعات بشكل كبير، وحدوث ما يشبه جنون العظمة، متزامنة مع الاضطرابات الأهلية الواسعة النطاق، والتي كانت كفيلة بتقويض وانهيار القانون والنظام العام.

### الخطوات الدستورية

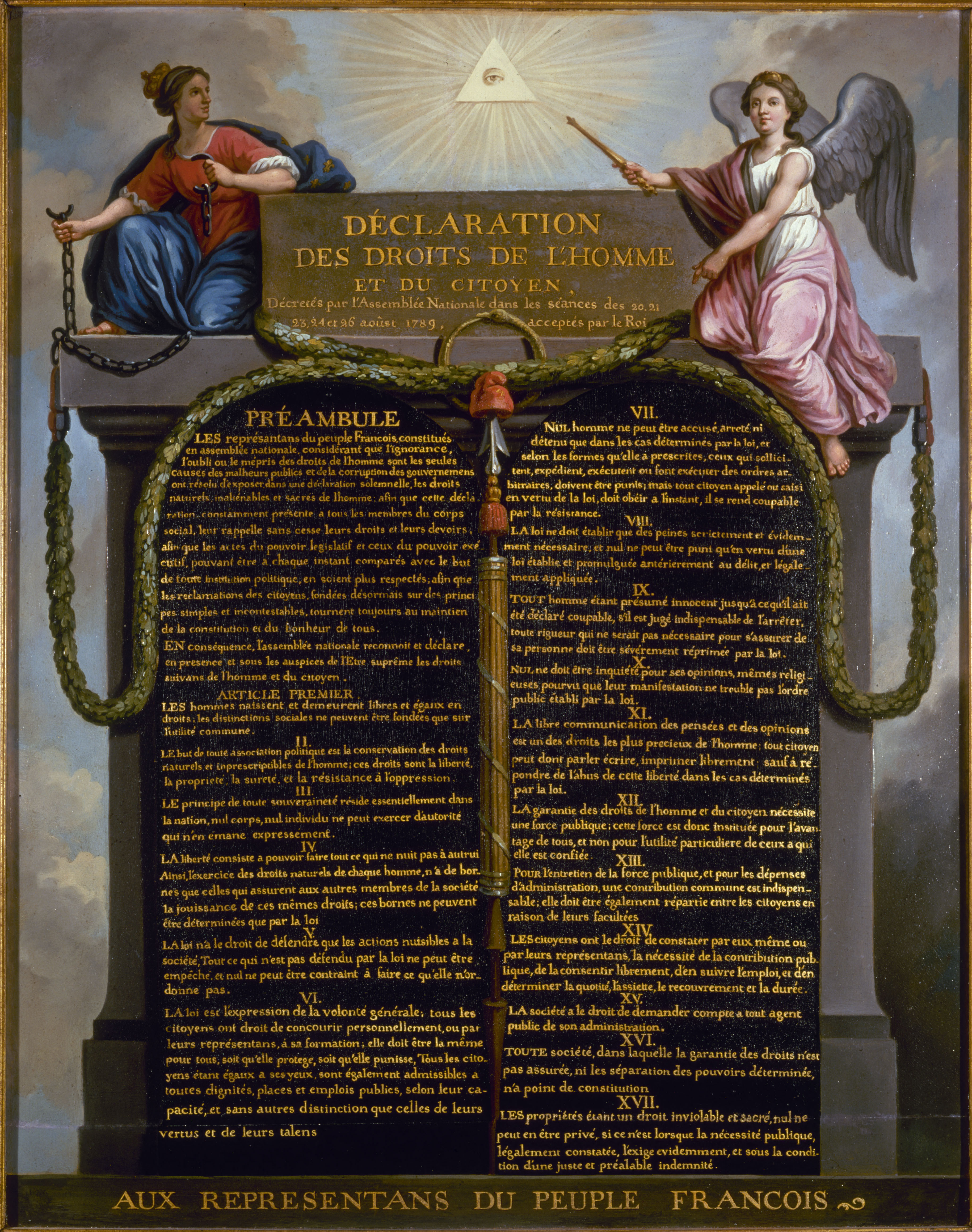
إعلان حقوق الإنسان والمواطن والذي أعلنته الجمعية الوطنية في أغسطس 1789.

في 4 أغسطس 1789، ألغت الجمعية التأسيسية الوطنية الإقطاع رسمياً، وكانت بذلك المرة الأولى التي تفلح فيها ثورة فلاحية بتحقيق أهدافها. فعن طريق ما يعرف باسم مراسيم أغسطس، تم تجريف الحقوق الإقطاعية سواءً على العقارات أو الأراضي الزراعية. ومع تطبيق هذه المراسيم، فقد النبلاء، والكنيسة، والبلديات، والشركات الخاصة، كافة الامتيازات الذين تمتعوا بها سابقاً. في 26 أغسطس 1789، نشرت الجمعية الوطنية إعلان حقوق الإنسان والمواطن، الذي كان وثيقة حقوق أو مبادئ فوق دستورية ذات أثر قانوني، أصدرتها الجمعية الوطنية ليس فقط باعتبارها هيئة تشريعية، بل بوصفها هيئة تأسيسية لوضع دستور وعقد اجتماعي جديد. قررت الجمعية إلغاء مجلس الشيوخ اللذين يعينهم ولي العهد، وقلصت صلاحيات الملك، ساحبة منه حق النقض، مستبدلة أيّاه بإمكانية تأخير تنفيذ القوانين دون أن يتمكن من رفضها أو نقضها. أخيرًا، قامت الجمعية بإعادة التقسيم الإداري للبلاد، بحيث ألغت التقسيم التاريخي للمحافظات الفرنسية، وأعادت رسم الخريطة الإدارية، فاستحدثت 83 محافظة، متساوية في المساحة وعدد السكان. ووسط انشغال الجمعية في الشؤون الدستورية، كانت الأزمة المالية تتفاقم، وعدم معالجتها قد أفضى فعليًا إلى زيادة العجز؛ فقررت الجمعية إزاء هذا الوضع، منح نيكر حق التصرف بالإدارة المالية الفرنسية بشكل كامل، وبذلك غدا نيكر «ديكتاتور مالي».

### مسيرات النساء إلى فرساي

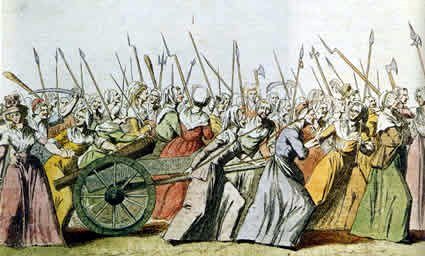
مسيرة النساء إلى قصر فرساي، 5 أكتوبر 1789.

انطلقت يوم 5 أكتوبر 1789 حشود من النساء نحو قصر فرساي، كانت بداية التجمع في وسط المدينة لمطالبة البلدية بمعالجة المطالب النسائية، والاستجابة للحالة الاقتصادية الصعبة التي يواجهنها، وخاصة نقص الخبز. كما طالبت المسيرات النسائية، بإيقاف «العراقيل الملكية» لمنع الجمعية الوطنية من أداء «شواغلها الإصلاحية»، وطالبت أخيراً بانتقال الملك إلى باريس كدليل على حسن نواياه في القرب من الشعب، ومعالجة مشاكله وفقره المنتشر على نطاق واسع. عدم تحقيق مطالب النسوة المتظاهرات في ساحة البلدية في باريس، دفعهنّ للتوجه إلى قصر فرساي، يحملنّ مدافع وأسلحة خفيفة. قدّر عدد المتظاهرات بنحو من 7000 امرأة، في حين قام 20.000 عنصر من الحرس الوطني بتأمين مقر السكن الملكي. حاولت النسوة اقتحام القصر، ما أسفر عن مقتل عدة حراس؛ قائد الحرس الوطني تمكن من إقناع الملك بأهمية الانتقال إلى باريس لتغدو مقر الإقامة الملكية؛ وهو ما تمّ فعلاً في 6 أكتوبر 1789، حين انتقل الملك والعائلة المالكة من قصر فرساي إلى باريس تحت حماية الحرس الوطني. ذلك لم يؤد لشيء، سوى ترسيخ شرعية الجمعية الوطنية.

### الثورة والكنيسة

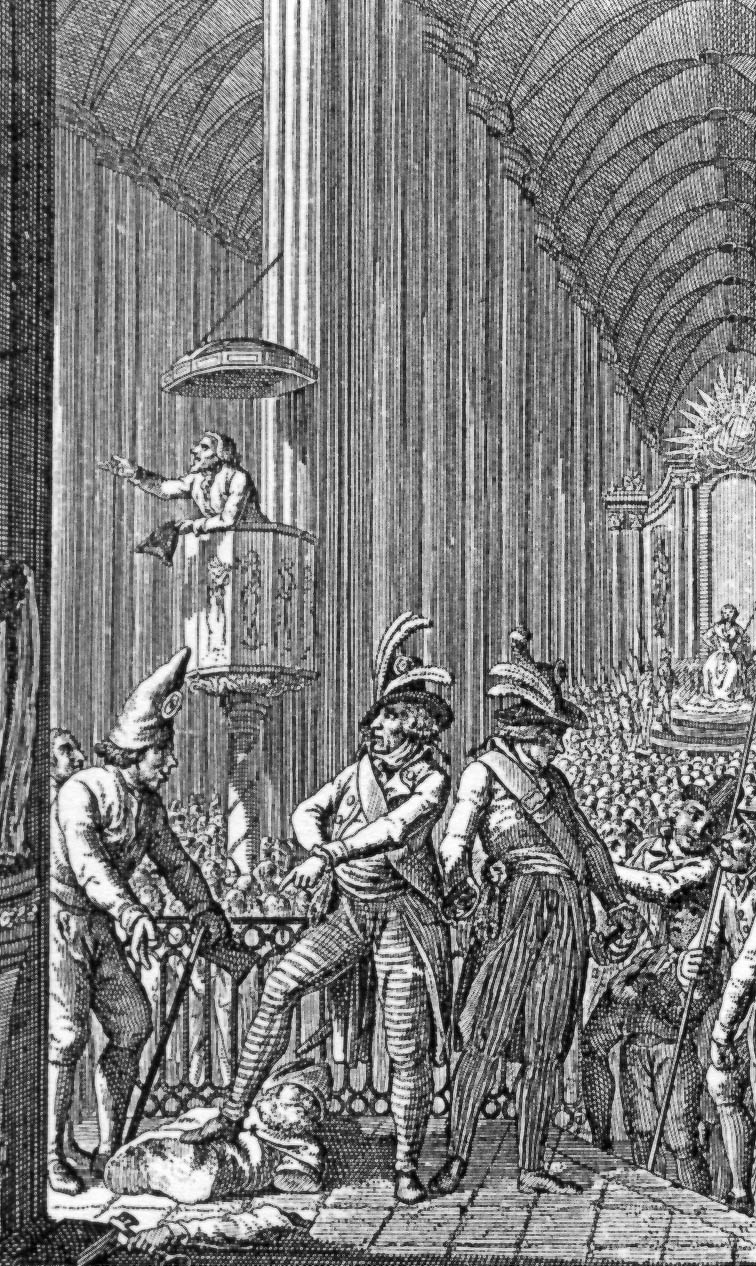
فوضى داخل كنيسة في ستراسبورغ، بعد اقتحامها خلال الثورة.

كانت الكنيسة الكاثوليكية أكبر مالك للأراضي في البلاد، إذ يعتبر 10% من الأراضي الفرنسية ملك شخصي لها. سوى ذلك، فقد كانت معفاة من الضرائب، ولها حق إدارة العشور، أي دفع المواطن الكاثوليكي 10% من دخله ليعاد توزيعه على الأكثر فقرًا ومن لا دخل لهم، وسلسلة امتيازات تشريفية أخرى. كانت مجموعة من الفرنسيين تثير ثروة الكنيسة حفيظتها، مدعومة بكتابات أقلية من المفكرين الفرنسيين خلال عصر التنوير أمثال فولتير والتي وجدت صداها في الجماهير، «فتشويه» سمعة الكنيسة الكاثوليكية كان كافيًا لزعزعة استقرار النظام الملكي، وكما يقول المؤرخ جون مكمانرس «في المملكة الفرنسية خلال القرن التاسع عشر، كانت تحدث مشاكل وخلافات بين العرش والكنيسة، لكنهما في تحالف وثيق؛ وانهيارهما في وقت واحد، هو البرهان النهائي على ترابطهما». هذا الاستياء من الكنيسة، أضعف قوتها خلال افتتاح الجمعية الوطنية في مايو 1789، وعندما تم إعلان الجمعية الوطنية كممثل للشعب في يونيو 1789، صوّت أغلب رجال الدين مع ممثلي الطبقة الثالثة، غير أن ذلك لم يقلل من الاستياء والنقمة. في 4 أغسطس 1789 تم إلغاء سلطة الكنيسة في فرض العشور، وفي خطوة لحل الأزمة المالية أعلنت الجمعية في 2 نوفمبر 1789 أن جميع ممتلكات الكنيسة «هي تحت تصرف الأمة»، ومع طرح عملة جديدة في السوق، كان ذلك يعني فعليًا، تغطية قيمة ممتلكات الكنيسة المنقولة وغير المنقولة، للعملة الجديدة. في ديسمبر، دخل القرار حيّز التنفيذ، وبدأت الجمعية الوطنية تبيع الأراضي والعقارات التابعة للكنيسة لمن يدفع «أسعارًا أعلى». وفي خريف 1789، ألغيت قوانين تشجيع الحركة الرهبانية؛ وفي 13 فبراير 1790 تم حلّ جميع الجماعات الدينية في البلاد؛ وسمح للرهبان والراهبات ترك الأديرة، غير أن نسبة قليلة منهم خرجت من الأديرة في نهاية المطاف.
في 12 يوليو 1790 أصدرت الجمعية، «نظام الحقوق المدنية لرجال الدين»، اعتبر بموجبه رجال الدين «موظفي حكومة»، وأنشأت الجمعية نظامًا جديدًا للكهنة والأساقفة والرعايا، كما حددت أجورهم. بموجب النظام الجديد، كان الأسقف ينتخب من قبل مؤمني الأبرشية، ما يشكل نفيًا لسلطة بابا روما على الكنيسة الكاثوليكية الفرنسيّة. في نوفمبر 1790، طلبت الجمعية الوطنية من جميع رجال الدين، قسم يمين الولاء للدستور المدني الفرنسي، ما خلق انقسام في أوساط رجال الدين، بين أداء اليمين المطلوبة، وبين أولئك الذين رفضوا وحافظوا على «وفائهم» للبابوية؛ في المحصلة 24% من رجال الدين أقسموا اليمين.
عزوف رجال الدين عن القسم، قد دفع إلى نقمة وسخط شعبيين، خرجت العديد من المطالبات «بنفيهم، ترحيلهم قسرًا، إعدام الخونة». البابا بيوس السادس، قبل مبدأ الدستور المدني للدولة، غير أنه رفض أن قانون ينظم علاقة الأساقفة والرعايا خلافًا للقوانين الكنسيّة، وعزل من الكنيسة من قبل بالنظام الأسقفي الجديد. المرحلة اللاحقة، هي «عهد إرهاب»، تزايدت المحاولات سواءً شعبية أم داخل الجمعية الوطنية، للقضاء على الدين، فذبح كهنة، ودمرت كنائس وأيقونات في جميع أنحاء فرنسا، كما منعت المهرجانات الدينية والأعياد، وأعلن البعض عن إعلان «ديانة العقل» لتكون الخطوة الراديكالية الأخيرة ضد الديانة. بكل الأحوال، لا يمكن تعميم ما حدث: لقد أدت هذه الأحداث إلى خيبة أمل واسعة النطاق في الأوساط المؤمنة، وتم السعي لمكافحتها في جميع أنحاء فرنسا؛ كما اضطر رئيس لجنة السلامة العامة في الجمعية الوطنية التنديد بالحملة.
النظام المدني للأساقفة الذي اقترحته الجمعية الوطنية، أنهي عام 1801 بالاتفاق بين نابليون الأول والكنيسة، واستمر بعد نابليون حتى ألغته الجمهورية الفرنسية الثالثة عن طريق الفصل بين الكنيسة والدولة في 11 ديسمبر 1905. أدى اضطهاد الكنيسة إلى ثورة مضادة معروفة باسم الثورة في فينديي، والذي يعتبر قمعها، أول إبادة جماعية في التاريخ الحديث.

### تطرف التشريع

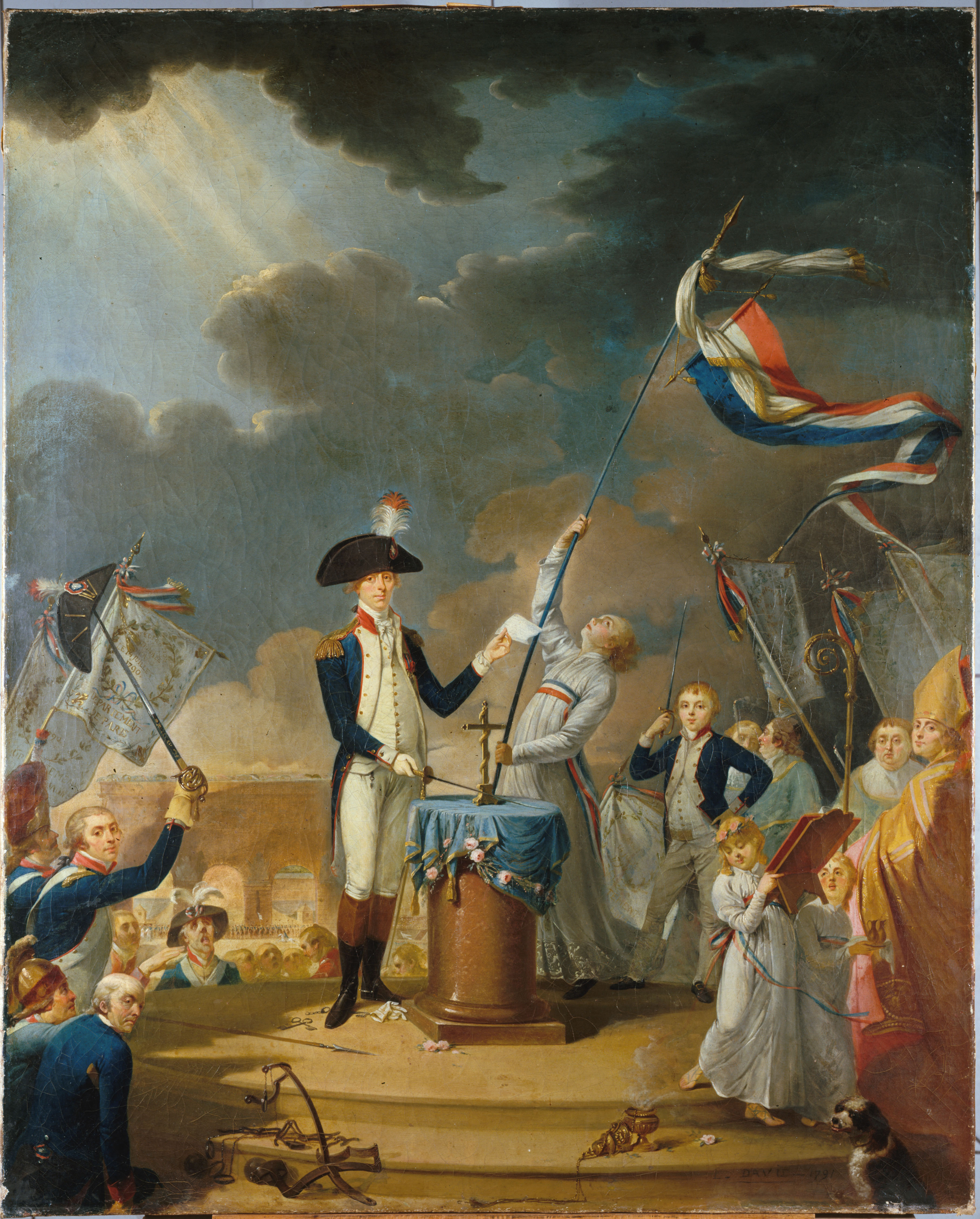
من الاحتفالات بالذكرى الأولى لسقوط الباستيل في 14 يوليو 1790: حين تم الإقسام بالإخلاص "للأمة، والقانون، والملك".

مع مضي الوقت بدأ تمايز الكتل السياسية داخل الجمعية الوطنية الفاعلة في الثورة. فقاد الأرستقراطي جاك أنطوان دي ماري ما أصبح يعرف باسم الجناح اليميني، وكان يجلس المقاعد على الجانب الأيمن من الجمعية. أما الكتلة الثانية فهي الملكيين الديموقراطيين المتحالفة مع نيكر، وتميل إلى تنظيم فرنسا على غرار التنظيم الدستوري المتبع في بريطانيا، وشملت أيضًا الحزب الوطني الذي يمثل يسار الوسط أو وسط الجمعية. أما هنري ميرابو، وعدد من الشخصيات الأخرى كانت تمثل التيارات الأكثر راديكالية وتطرفًا، فكانت تجلس في الجانب الأيسر من الجمعية؛ وقد نجحت هذه الكتلة في تمرير عدد من المشاريع التي اقترحتها، مع بعض التعديل لإرضاء الوسط. في 14 يوليو 1790، احتفلت الجمعية بالذكرى الأولى لسقوط الباستيل واعتبرت المناسبة «عيد الجمهورية»، أي مآل السلطة إلى الجماهير، وأكدت العمل على إنشاء الملكية الدستورية. ألغت الجمعية جميع الرموز والشعارات التي كانت مرتبطة بطبقة النبلاء؛ أقرت أيضًا يمين القسم، وهو «الإخلاص للأمة، وللقانون، وللملك»؛ اللافت أنّ الملك والعائلة المالكة شاركت بنشاط في احتفالات الذكرى الأولى للثورة وسقوط الباستيل. كان مرسوم دعوة الجمعية الوطنية قد نصّ على كون فترة الناخبين لعام واحد فقط، وهو ما دعمه اليمين بحيث تجرى انتخابات جديدة، غير أن سائر الجمعية مددت ولايتها، معتبرة أنه لا انتخابات حتى وضع دستور جديد.
في أواخر عام 1790 كان الجيش الفرنسي في حالة كبيرة من الفوضى: معظم الضباط كانوا من طبقة العسكريين النبلاء، الذين وجدوا صعوبة متزايدة في الحفاظ على القواعد والنظام داخل صفوف الجند. في بعض الحالات، كان الجنود الوافدين من طبقات الشعب الدنيا، ينقلبون على الضباط ويقومون بمهاجمتهم. في نانسي، تمكن الضابط من قمع واحدة من محاولات التمرد من هذا القبيل، إلا أنه اتهم بمعاداة الثورة نتيجة فعله. ذلك ما أدى إلى حالات عديدة من الهجرة النهائية، بانشقاق الضباط وانتقالهم إلى بلدان أخرى، ما ترك الجيش دون قيادات خبيرة. كما شهدت الفترة ذاتها، ظهور «النوادي» في الحياة السياسية الفرنسية، وكان أشهرها نادي اليعاقبة، المؤلف من 152 عضوًا وتأسس في 10 أغسطس 1790، وتمكن من تحقيق شعبية كبيرة في البلاد، وتابعت الجماهير نقاشاته السياسية. في الوقت نفسه، واصلت الجمعية العمل على وضع دستور جديد؛ وبموجب المسودة، استحدثت هيئة قضائية مؤقتة، وفصل القضاء عن العرش، وألغت إمكانية الوراثة في أي منصب من المناصب باستثناء منصب الملك نفسه، وبدأت محاكمات لعديد من أنصار النظام. التشريع نصّ على إمكانية الملك اقتراح الحرب على السلطة التشريعية التي يعود لها وحدها قبول إعلان الحرب من رفضه؛ ألغت الجمعية الوطنية أيضًا جميع المنظمات والنقابات العماليّة والحرفيّة، ففتحت بذلك الحق لأي شخص العمل بالمهنة التي يريد دون مراعاة الشروط الخاصة بذلك كما كان سابقًا؛ وتمّ تجريم المضاربة واعتبارها غير قانونية. في شتاء 1791، ناقشت الجمعية للمرة الأولى تشريعات ضد من هاجر من البلاد؛ كان النقاش حول سلامة حق حرية الأفراد في التنقل بين الداخل والخارج، ورغم المعارضة المبدئية للقانون، إلا أنه في نهاية العام تمّ إقرار هذه الإجراء الصارم.

### انتقال العائلة المالكة إلى فارين

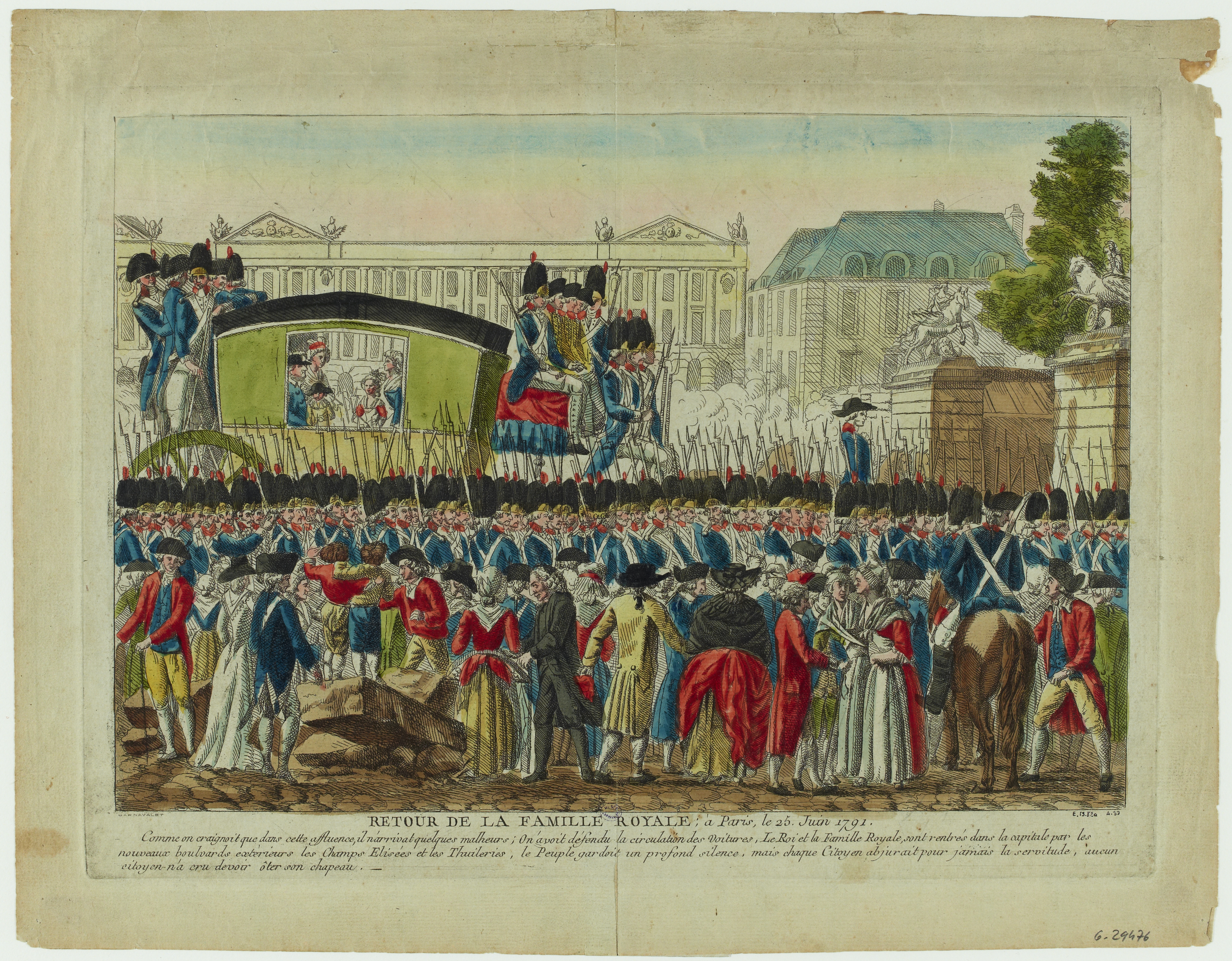
إعادة الملك وعائلته إلى باريس.

كان استياء لويس السادس عشر من الثورة قد تزايد، فحثّه شقيقه الكونت دي أرتواز وكذلك زوجته الملكة ماري أنطوانيت، دعم المهاجرين والوقوف بموقف أكثر حدية ضد الثورة. رفض الملك أي محاولة للاستعانة بالقوى الأجنبية من دول أوروبا الأخرى ضد الجمعية الوطنية. وفي نهاية المطاف، خوفًا على سلامته وكذلك سلامة أسرته قرر الهرب من باريس إلى حامية الفارين قرب الحدود الألمانية، بعد أن تأكد من ولاء الحاميات الحدودية. هربت العائلة في ليلة 20 يونيو 1791 من قصر التويلري في باريس وهي ترتدي زي الخدم، بينما كان الخدم يرتدون زي النبلاء. فشلت المحاولة، ففي مساء اليوم التالي، قبض على الملك والعائلة قرب فارين، وجلب هو عائلته إلى باريس تحت الحراسة وهو لا يزال يرتدي ثياب الخدم؛ ثم التقى مجموعة من ممثلي أعضاء الجمعية؛ في حين قامت حشود باستقبال الموكب الملكي صامتة.

### إتمام الدستور

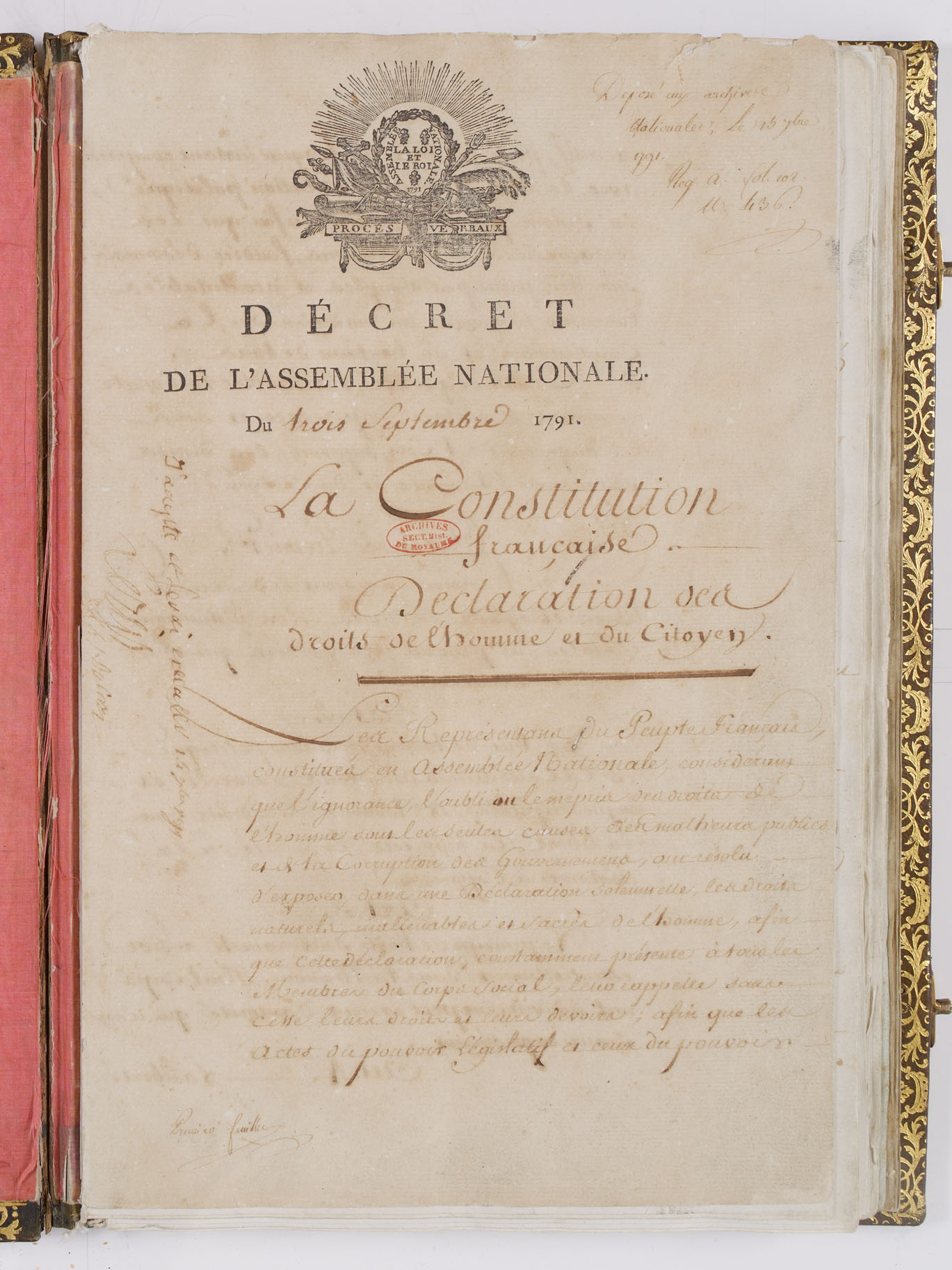
غلاف دستور فرنسا لعام 1791.

كانت معظم الجمعية تفضل نظامًا ملكيًّا دستوريًّا بدلاً من النظام الجمهوري؛ وبعد النقاشات المستفيضة توصلت الكتل السياسية المختلفة إلى حل وسط يقوم على ترك لويس السادس عشر أكثر قليلاً من ملك صوري، ونصّ الدستور على أن يقسم الملك على الدستور وأن يمضي مرسومًا بعد تراجعه عن القسم؛ كما منحته مركز قيادة الجيوش الفرنسية؛ وحصنت شخصه من الطعن أو النقد. ومع ذلك، فإن بعض النواب أمثال جاك بيير بريسو، قال أنّ الملك في نظر الأمة قد فقد شرعيته منذ أن هرب إلى الفارين، ودعا جماهير الشعب للتوقيع على عريضة تؤيد القول بفقدانه الشرعية. جرى التوقيع على العريضة في ساحة البلدية وسط باريس، ورافقه خطابات حماسية ساخطة على الملك، ولم تلق دعوات البلدية «للحفاظ على النظام العام» أي استجابة. أخيرًا واجه الحرس الملكي الحشود، بغية فضّهم، فردت الحشود بوابل من الحجارة، فأطلق الجنود النار على الحشد ما أسفر عن مقتل 13 - 50 شخصًا. في أعقاب المذبحة، أغلقت السلطات العديد من الأندية الوطنية، والصحف الراديكالية، وهربت بعض الشخصيات «الثورية» إلى خارج البلاد في حين اضطرت شخصيات أخرى للتخفي والاختباء.
تزامنًا مع ذلك، نشأ تهديد للجمعية من الخارج، فشقيق الملك في قانون الإمبراطورية الرومانية المقدسة هو ليوبولد الثاني ووليم الثاني ملك بروسيا. طالبت الجهات الأوروبية باعتبار لويس السادس عشر ملكًا للفرنسيين، واحترام حريته الشخصية الكاملة، وألمحت بغزو فرنسا نيابة عنه إذا رفضت السلطات الثورية ذلك. كان رد الفعل في فرنسا شرسًا، وأعرب الشعب الفرنسي أنه لا يحترم أي قرار أو تصريح من الملوك الأجانب، أو أي علاقة للملك الفرنسي مع ملوك أوروبا الآخرين. احتفل بتوقيع الملك الدستور الفرنسي في 30 سبتمبر 1791، «مع التصفيق الحار من أعضاء الجمعية وسائر الحضور»، واعتبر التوقيع بمثابة حفل التتويج الجديد.

## الجمعية التشريعية (1791 - 1792)

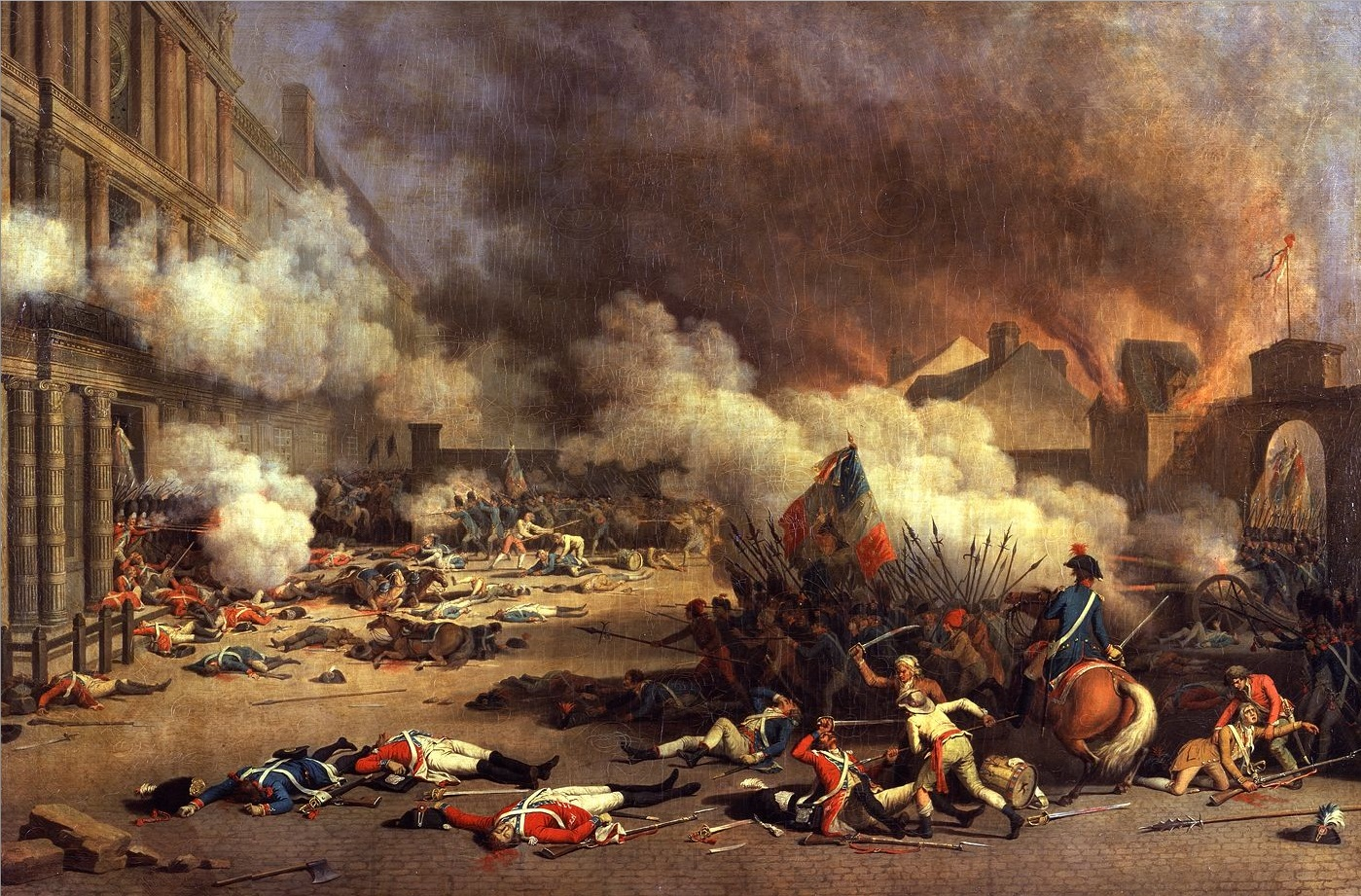
مذبحة 10 أغسطس 1792.

بموجب دستور 1791 فإن نظام الحكم كان ملكيًا دستوريًا؛ يتقاسم الملك بموجبه السلطة مع مجلس تشريعي منتخب، أما الحكومة فترك أمر اختيارها للملك. أول اجتماع للجمعية التشريعية الجديدة كان في 1 أكتوبر 1791. خلال أقل من عام من اعتماد هذا النظام، الجمعية إلى حالة من الفوضى المطلقة، وعلى حد وصف دائرة المعارف البريطانية فإنّ «الجمعية التشريعية فشلت تمامًا، وتركت ورائها خزينة فارغة، وجيش وبحرية غير منضبطان، والناس في حالة من الخلاعة والشغب». كانت الجمعية تتألف من 165 عضوًا يمينيًا - ملكيًا دستوريًا - و330 عضوًا ليبراليًا جمهوريًا مع نادي اليعاقبة أي اليسار، و250 عضوًا غير منتسب لأي من الكتلتين. مع منح الملك حق نقض القوانين. رفض الملك تمرير مشاريع القوانين المتعلقة بمعاقبة المهاجرين ما أحدث أزمة، ومع تتالي أمثال هذه الخلافات، تحولت الأزمة من أزمة سياسية إلى أزمة نظام حكم.
في ليل 10 أغسطس 1792 هاجم متمردون، وميليشيات شعبية، وبدعم من حامية باريس الثورية، قصر التويلري في باريس وذبحوا الحرس السويسري المختصّ بحماية الملك، وبذلك تحولت العائلة المالكة إلى سجناء. طالبت الجمعية التشريعية إثر تلك الأحداث تعليق النظام الملكي مؤقتًا، ورغم عدم حضور سوى ثلث النواب أغلبهم من نادي اليعاقبة وداعميه.
أرسلت حامية باريس الثورية مجموعة من الميلشيات لتحرير السجناء، ما أدى إلى مقتل 1400 مواطن. في اليوم التالي، تم الاتفاق على القيام كتابة دستور جديد، عن طريق اختيار جمعية تأسيسية جديدة منتخبة بانتخابات مباشرة من مواطني فرنسا الذكور؛ وأقرت الجمعية التشريعية الأمر يوم 2 سبتمبر فغدت بذلك حامية باريس هي حكومة فرنسا بحكم الأمر الواقع، ولم تقابل بكثير من المقاومة. في اليوم التالي قررت الحامية إلغاء النظام الملكي وإعلان الجمهورية، وفي اليوم التالي 22 سبتمبر 1792 اعتبر اليوم الأول في الجمهورية الجديدة، واعتبرت أيضًا بداية التقويم الجمهوري الفرنسي.

## الحرب والثورة المضادة (1792 - 97)

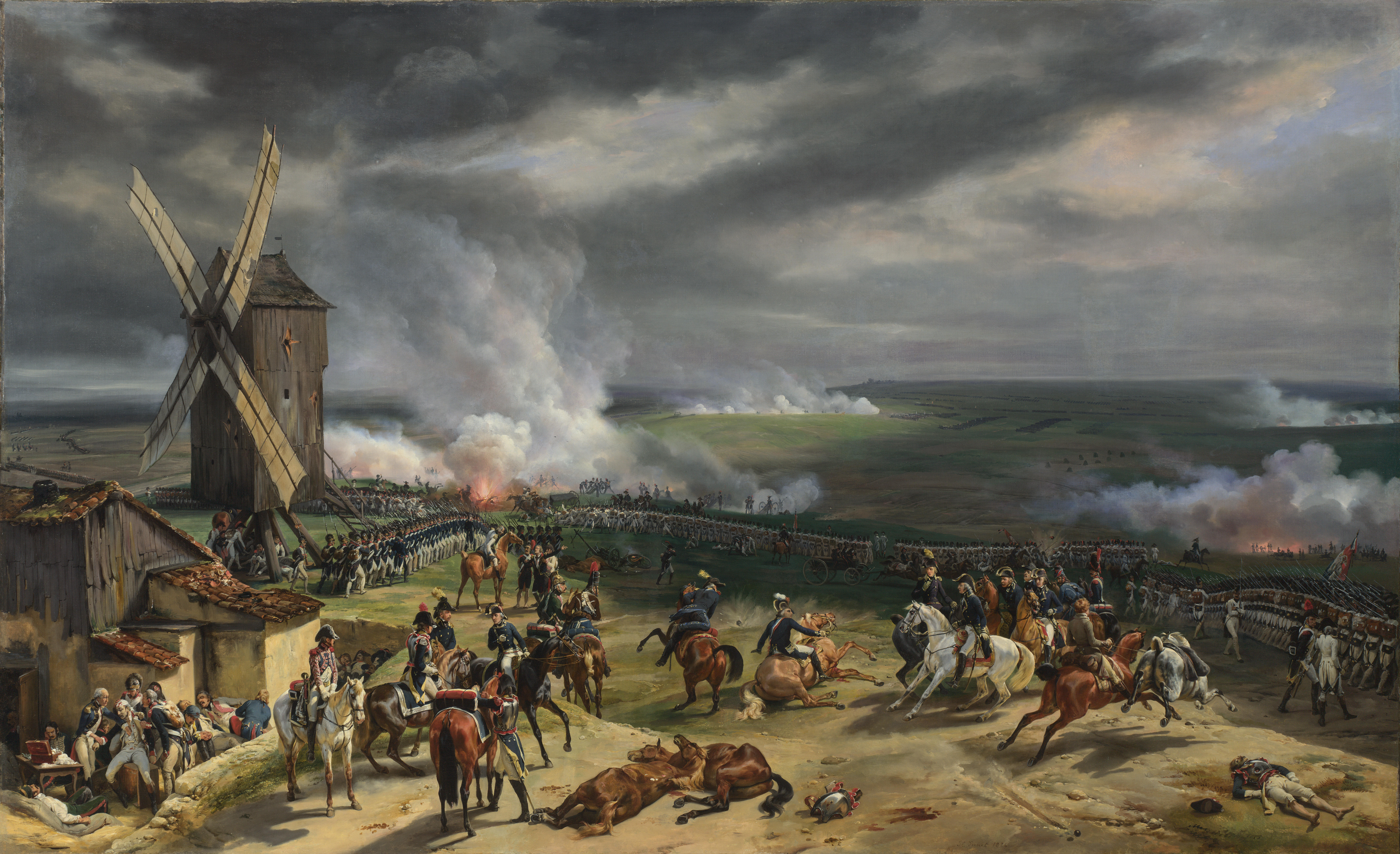
الجيش الثوري الفرنسي في معركة فالمي.

كانت السياسة الراديكالية المتطرفة للثورة الفرنسية تقود حكمًا نحو صدام عسكري مع حلفاء النظام الملكي، خصوصًا النمسا وحلفائها؛ لاسيّما بعد التصريحات حول تصدير الثورة لجميع أنحاء أوروبا. بعض الآراء خارج فرنسا كانت تعارض الحرب من مبدأ أنها ستؤدي لجعل منظرّي الثورة أكثر تطرفًا في آرائهم؛ كما أن ليبراليي الأنظمة الملكية الأخرى في أوروبا كانت تتخوف من أن سحق النظام الجمهوري في فرنسا سيؤدي لتعزيز النظم الملكية في بلدانهم. توفي إمبراطور النمسا ليوبولد الثاني، شقيق ماري أنطوانيت ملكة فرنسا، في 1 مارس 1792 والذي كان من معارضي الحرب. ومع تحضر الحكومة النمساوية لإعلان الحرب، أعلنت الجمهورية الفرنسية الحرب كخطوة استباقية، في 20 أبريل 1792، وبعد عدة أسابيع لاحقة انضمت بروسيا كحليفة للنمسا؛ تمكن الجيش الفرنسي من الانتصار على الجيش البروسي في معركة فالمي، وبذلك كانت بداية الحرب لمصلحة الجمهورية.
بعد معركة فالمي، حققت الجمهورية حديثة الولادة سلسلة انتصارات أخرى في بلجيكا وهولندا في خريف 1792؛ كما هزمت الجيوش الفرنسية النمسا في معركة جاميز في 6 نوفمبر، واحتلت في إثرها معظم أراضي هولندا؛ ما دفع بريطانيا والجمهورية الهولندية إعلان الحرب على فرنسا. بعد إعدام الملك في يناير 1793، انضمت إسبانيا ومعظم دول أوروبا الأخرى للحرب ضد فرنسا، وأخذت القوات الفرنسية تواجه الهزائم على جميع الجبهات تقريباً، وطردوا من الأراضي التي احتلوها حديثًا في ربيع 1793. في الوقت نفسه، نشأت حركات تمرد وثورات في جنوب وجنوب غرب فرنسا ضد السلطة الفرنسية دعماً للملكية، لكن الحلفاء فشلوا في الاستفادة من الانقسام الداخلي الفرنسي. وبحلول خريف 1793 تمكن النظام الجمهوري من هزيمة معظم الثورات الداخلية، وأوقف زحف الحلفاء إلى فرنسا نفسها. استمرت الحرب سجالاً بين الطرفين حتى صيف 1794 حين تمكنت القوات الفرنسية من تحقيق انتصارات درامية، كما في معركة فيلروس التي هزم فيها الجيش الفرنسي جيش الحلفاء، الذي اضطر للانسحاب لما وراء نهر الراين؛ وفي بداية 1795 تم احتلال هولندا، وطردت عائلة أوراني، واستبدلت بالجمهورية الباتافية؛ كما قامت بروسيا بالانسحاب، وتوصلت لاتفاق سلام مع الجمهورية الفرنسية المعروفة باسم معاهدة بازل في أبريل 1795، وآخر الدول كانت إسبانيا، أما النمسا وبريطانيا رفضا الاعتراف بالجمهورية أو قبول السلام معها واستمروا في حالة الحرب. خلال مرحلة حرب الثورة الفرنسية، كتب النشيد الوطني الفرنسي لامارسييز، على أساس كونه في البداية أغنية حرب لجيوش الراين، كتبه ولحنه جوزيف كلود ليسلي في عام 1792، واعتمد عام 1795 نشيدًا للأمة.

## المؤتمر الوطني (1792-95)

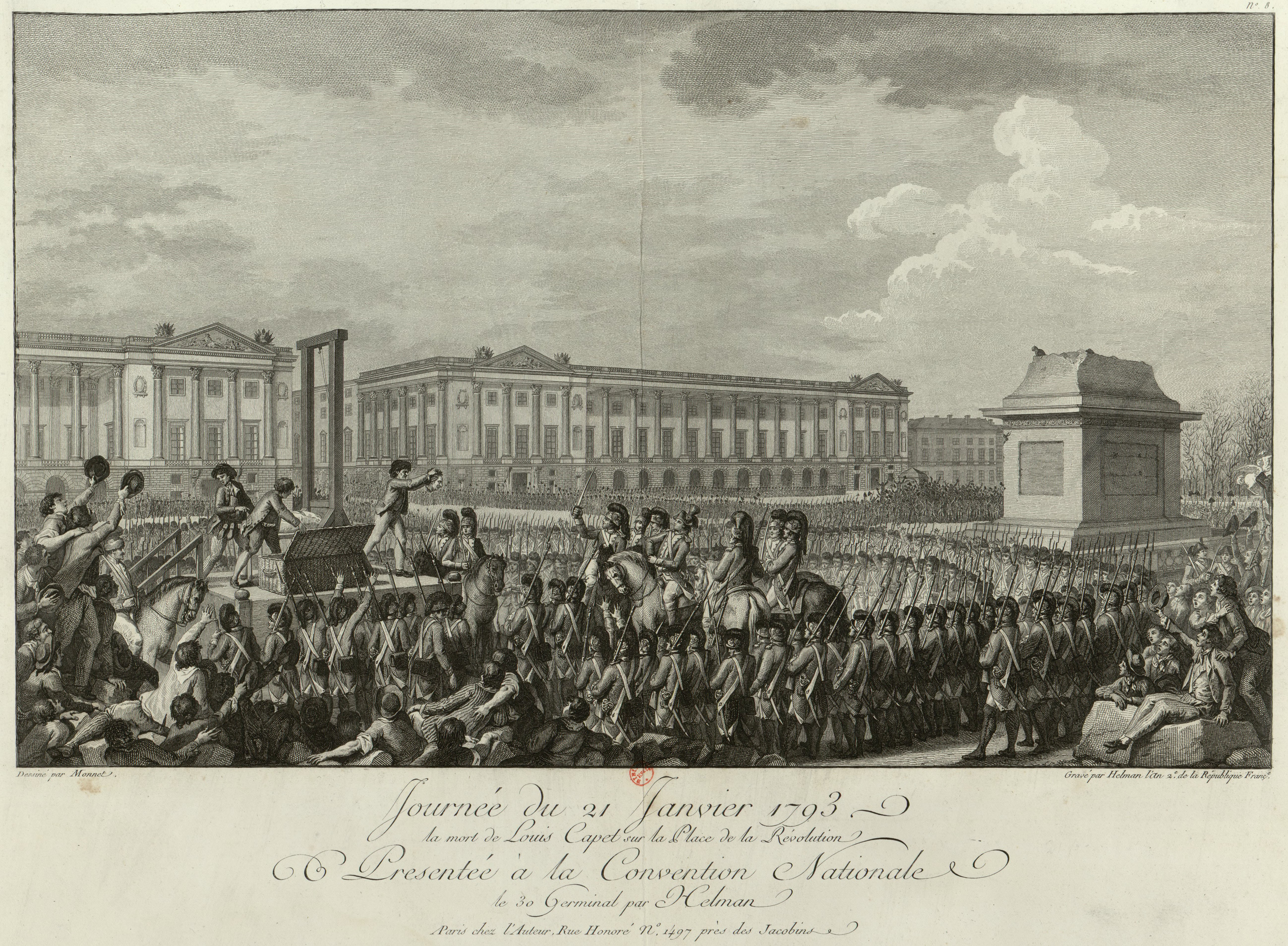
يوم 21 يناير 1793 وفاة لويس كابيه في ساحة الثورة: قدمه هيلمان إلى المؤتمر الوطني في جرمينال 30

### إعدام لويس السادس عشر
في بيان برونزيك، هددت الإمبراطورية البروسية سكان فرنسا، بالتدخل العسكري لإعادة النظام الملكي؛ هذا البيان إلى جانب أمور أخرى أقل أهمية جعلت لويس يبدو بمظهر المتآمر مع أعداء فرنسا. في 17 يناير 1793، أدين لويس السادس عشر بتهمة «التآمر ضد الحرية، والسلامة العامة» وحكم عليه بالإعدام بأغلبية 361 صوت مؤيد، و288 صوت معارض، و72 صوت موافق مع تأجيل التنفيذ. أعدم الملك السابق لويس السادس عشر، والذي دعي بعد خلعه ببساطة المواطن لويس كابيت، بالمقصلة يوم 21 يناير 1793 في ساحة الثورة - ساحة الكونكورد حاليًا - وهو ما روّع اليمين المحافظ في جميع أنحاء أوروبا، ودعت للحرب ضد الجمهورية الفرنسية.

### الاقتصاد
أثرت الحرب بشكل بالغ السلبية على الاقتصاد الفرنسي، فارتفعت الأسعار، وهمّ العمال الفقراء، وأنصار نادي اليعاقبة بأعمال الشعب؛ وتزايدت الأنشطة المعادية للثورة في بعض المناطق. شجعت هذه الظروف اليعاقبة على القيام بانقلاب برلماني والاستيلاء على السلطة، مدعومين بالقوة الشعبية ضد فصائل الحكم الحالية. سياسة فرنسا بعد سيطرة اليعاقبة، باتت أكثر راديكالية، وبموجب أولى منجزاتها التشريعية المسمى «قانون الحد الأقصى» يعاقب الإعدام كل من يضع أسعارًا أعلى للمواد الغذائية بشكل يخالف لائحة القانون.
سياسة مراقبة الأسعار عن طريق لجنة السلامة العامة، أفضت لتغوّل السلطة والحكم بالإرهاب؛ حاولت لجنة السلامة العامة تحديد أسعار عدد ضئيل من المنتجات خصوصًا الحبوب، لكن بحلول سبتمبر 1793 سعت اللجنة لتغطية جمع المواد الغذائية وقائمة طويلة من السلع الأخرى، ما أدى إلى عزوف التجار عن العمل، ونقص بسلع التموين، وأخيرًا اندلاع المجاعة. كان رد فعل لجنة السلامة العامة، إرسال الفرسان إلى الريف لاعتقال المزارعين ومصادرة المحاصيل؛ وبينما أدّت هذه الإجراءات لحل مؤقت لمشكلة باريس، لكن بقية أنحاء البلاد استمرت في المعاناة؛ وبحلول ربيع 1794 كان الجمع القسري للمواد الغذائية من فلاحي فرنسا لا يكفي لإطعام حتى باريس؛ وفي يوليو 1793 أعدم رئيس اللجنة روبسيبر بالمقصلة «ولتذهب سياسة الحد الأقصى القذرة!» كما رددت الجموع.

### الحكم بالإرهاب
عبر لجنة السلامة العامة في إطار حكم ماكسمليان روبسير، وحكومة اليعاقبة، انطلق حكم الإرهاب في فرنسا؛ ووفقًا لسجلات المحفوظات أعدم ما لا يقل 16,594 شخص باستخدام المقصلة أو خلاف ذلك من التهم المتعلقة بأنشطة مضادة للثورة؛ بعض المؤرخين قالوا بأن حوالي 40,000 سجين أعدموا دون محاكمة، أو ماتوا نتيجة سوء ظروف السجون في انتظار المحاكمة. في 13 يوليو، اغتيل جون بول مارات، زعيم نادي اليعاقبة والصحفي المعروف بلغته المتعطشة للدماء، من قبل شارلون كورداي، ما أدى لزيادة النفوذ السياسي لليعاقبة. أزيل في الخطوة التالية جورج دانتون، زعيم انتفاضة أغسطس 1792 ضد الملك بنتيجة عدة انتكاسات سياسية ساقتها له اللجنة، ورئيسها روبسيير الذي غدا العضو الأكثر تأثيرًا في فرنسا، ومعروفًا بتدابيره الراديكالية في الداخل والخارج. وفي 24 يونيو، صدر أول دستور جمهوري في فرنسا، وأجرى تعديلات جذرية في نظام الحكم، خصوصًا من ناحية الاقتراع العام لجميع المواطنين.
أصبحت المقصلة، وهي طريقة تنفيذ عمليات الإعدام في فرنسا الثورية، رمزًا لعهد الإرهاب، بدءًا من لويس السادس عشر، إلى الملكة ماري أنطوانيت، إلى بريسوت، وسواهم من الشخصيات العامة؛ أدانت المحكمة الثورية آلاف الناس بالإعدام عبر المقصلة. في ذروة عهد الإرهاب، فإن أدنى تلميح من الأفكار المضادة للثورة أو الأنشطة (كما في حالة جاك هيبير، انتقاد الأشخاص الذين هم في السلطة) يمكن الحكم عليهم بالإعدام في محاكمات قصيرة. في العديد من الحالات، مات الناس بسبب آرائهم السياسية، وفي بعض الحالات لمجرد الاشتباه، أو ولوجود مصلحة عامة في التخلص منهم. كان معظم ضحايا المقصلة يتم نقلهم بعربة خشبية مفتوحة تشبه عربة المزراعين، ليتمكن الناس من مشاهدتهم. في المناطق الفرنسية المتمردة، كان لممثلي الحكومة، سلطة غير محدودة للقمع الشديد للتجاوزات. الكنيسة بدورها عانت من عهد الإرهاب، فأراد روبسبير نشر عبادة الطبيعة، وقام في كاتدرائية نوتردام يوم 10 نوفمبر، بالاحتفال بالمناسبة فيها؛ وفي يونيو 1794 توصل مجموعة من ذوي السلطة للاتفاق على اعتبار «الكائن الأسمى» دين الدولة الجديدة. في النهاية، أضعف عهد الإرهاب الحكومة الثورية.
هناك ثلاثة مناهج لمحاولة شرح عهد الإرهاب الذي فرضته حكومة اليعاقبة؛ التفسير الماركسي قائم على كون الإرهاب ردًا ضروريًا على التهديدات الخارجية، بحيث يكون رادعًا لدول الخارج من جهة، وللمتربصين في الداخل من جهة ثانية، أي أنه «للدفاع عن الثورة من أعدائها»، وقد جادل مؤرخون عديدون بأن التهديدات الخارجية ليس لديها أي تفاعل مع عهد الإرهاب في الداخل، واقترحوا أن العنف الشديد كان جزءًا لا يتجزأ من الالتزام الأيديولوجي من قبل اليعاقبة، بتنفيذ أهدافها الطوباوية بالقضاء على المعارضة. معظم المؤرخين في المرحلة الراهنة، يعلنون موقفًا وسطيًا بين الموقفين، فمع إقراراهم بأهمية العامل الخارجي، لا يعتبرونه مبررًا وحيدًا لما قامت به حكومة اليعاقبة؛ المؤرخ هانسون قال عام 2009 أن الإرهاب غير متأصل في فكر الثورة، لكن الظروف جعلته ضروري.
في 27 يوليو 1794، اعتقل وأعدم روبسبير، ولويس دي سانت جوست، وغيرهما من قادة اليعاقبة؛ وشكلت حكومة جديدة، حظرت نادي اليعاقبة، وأخذت تنتقم من قادة العهد البائد فيما دعي «عهد الإرهاب الأبيض». في أعقاب الانقلاب، أعد دستور جديد في 22 أغسطس 1795، صدق عليه الشعب باستفتاء مع حوالي 1,057,000 موافق و49,000 غير موافق، تم إعلان نتائج التصويت في 23 سبتمبر 1795، ووضع الدستور الجديد قيد التنفيذ في 27 سبتمبر 1795.

### ثورة فيندي
في فيندي، ثار الفلاحون ضد الحكومة الثورة الفرنسية عام 1793، مبدين استيائهم من التغييرات المفروضة على الكنيسة الرومانية الكاثوليكية في النظام المدني رجال الدين الصادر عام 1790، واقتحموا خلال الثورة مقر التجنيد العسكري التابع للحكومة الفرنسية، ومن ثم تحولت الثورة لحرب عصابات المعروفة باسم الحرب في فيندي؛ وفي مناطق مختلفة شمال اللوار، حدثت ثورات مماثلة، من قبل ما عرف باسم «المتمردين الملكيين». خلال هذه الثورة، اندلعت المذابح، وعمليتا الإعدام لكلا الإعدام، ويعتقد أن الحكومة قتلت بين 117,000 إلى 250,000 شخص خلال عمليات القمع؛ وقد اعتبره العديد من المؤخرين حادث إبادة جماعية. مثل هذه الثورات، إضافة إلى الغزوات الخارجية في كل من شرق وغرب فرنسا، أفضت لإصدار قانون التجنيد العام الإجباري في 17 أغسطس، وعبأت الحكومة المواطنين بشكل إجباري، للمشاركة في المجهود الحربي. وفي 9 سبتمبر، تم التصويت على إنشاء تنظيمات شبه عسكرية، لإجبار المزارعين على الاستسلام؛ وفي 17 سبتمبر تم تمرير قانون «المشتبه بهم»، والذي أذن «للحكومة الثورية» أن تقوم بإعدام مرتكبي «الجرائم ضد الحرية»؛ في 29 سبتمبر صدر قانون الحد الأقصى الجديد.

## مراحل الثورة الفرنسية
دامت الثورة الفرنسية عشر سنوات، ومرت عبر ثلاث مراحل أساسية:
- المرحلة الأولى (يوليو 1789 - اغسطس 1792)، فترة الملكية الدستورية: تميزت هذه المرحلة بقيام ممثلي الهيئة الثالثة بتأسيس الجمعية الوطنية واحتلال سجن الباستيل، وإلغاء الحقوق «الفيودالية»، وإصدار بيان حقوق الإنسان ووضع أول دستور للبلاد.
- المرحلة الثانية (اغسطس 1792 - يوليو 1794)، فترة بداية النظام الجمهوري وتصاعد التيار الثوري حيث تم إعلان إلغاء الملكية ثم إعدام الملك وإقامة نظام جمهوري متشدد.
- المرحلة الثالثة (يوليو 1794 – نوفمبر 1799)، فترة تراجع التيار الثوري وعودة البورجوازية المعتدلة التي سيطرت على الحكم ووضعت دستورا جديدا وتحالفت مع الجيش، كما شجعت الضابط نابليون بونابرت للقيام بانقلاب عسكري ووضع حدا للثورة وإقامة نظام ديكتاتوري توسعي.

## نتائج الثورة الفرنسية
- النتائج السياسية: عوض النظام الجمهوري الملكية المطلقة، وأقر فصل السلطات وفصل الدين عن الدولة والمساواة وحرية التعبير.
- النتائج الاقتصادية: تم القضاء على النظام القديم الإقطاعي، وفتح المجال لتطور النظام الرأسمالي وتحرير الاقتصاد من رقابة الدولة وحذف الحواجز الجمركية الداخلية، واعتماد المكاييل الجديدة والمقاييس الموحدة.
- النتائج الاجتماعية: تم إلغاء الحقوق الإقطاعية وامتيازات النبلاء ورجال الدين ومصادرة أملاك الكنيسة كما أقرت الثورة مبدأ مجانية وإجبارية التعليم والعدالة الاجتماعية وتوحيد وتعميم اللغة الفرنسية.

## وصلات خارجية
- ربيع الشعوب - الثورة الفرنسية (جزيرة وثائقية) على يوتيوب
- مصطلح البورجوازية وإسقاطه على الطّبقات الغنية في المجتمع العربي